# Gagea pusilla
Gagea pusilla là một loài thực vật có hoa trong họ Liliaceae. Loài này được (F.W.Schmidt) Sweet miêu tả khoa học đầu tiên năm 1826.